# クリスチャン・カドゥール
クリスチャン・カドゥール（Christian Kaddour、1942年3月20日 - ）はニューカレドニアの男子陸上競技選手。専門は短距離走、走り幅跳び、三段跳び。
1963年にスバで開催されたサウスパシフィックゲームズに出場し、200m、走り幅跳び、三段跳びで金メダルを獲得、100m走でも銅メダルを獲得した。1971年の以後パペーテ大会まで金6枚、銅2枚の8枚のメダルを獲得している。サウスパシフィックゲームズ以外では1967年にフランス選手権で三段跳びで優勝している。